# Noëlla Nabonnand
Noëlla Nabonnand est un cultivar de rosier thé obtenu en 1901 par Paul Nabonnand (1860-1937). Ce petit rosier grimpant est toujours commercialisé, et se rencontre surtout sous les climats doux.

## Description

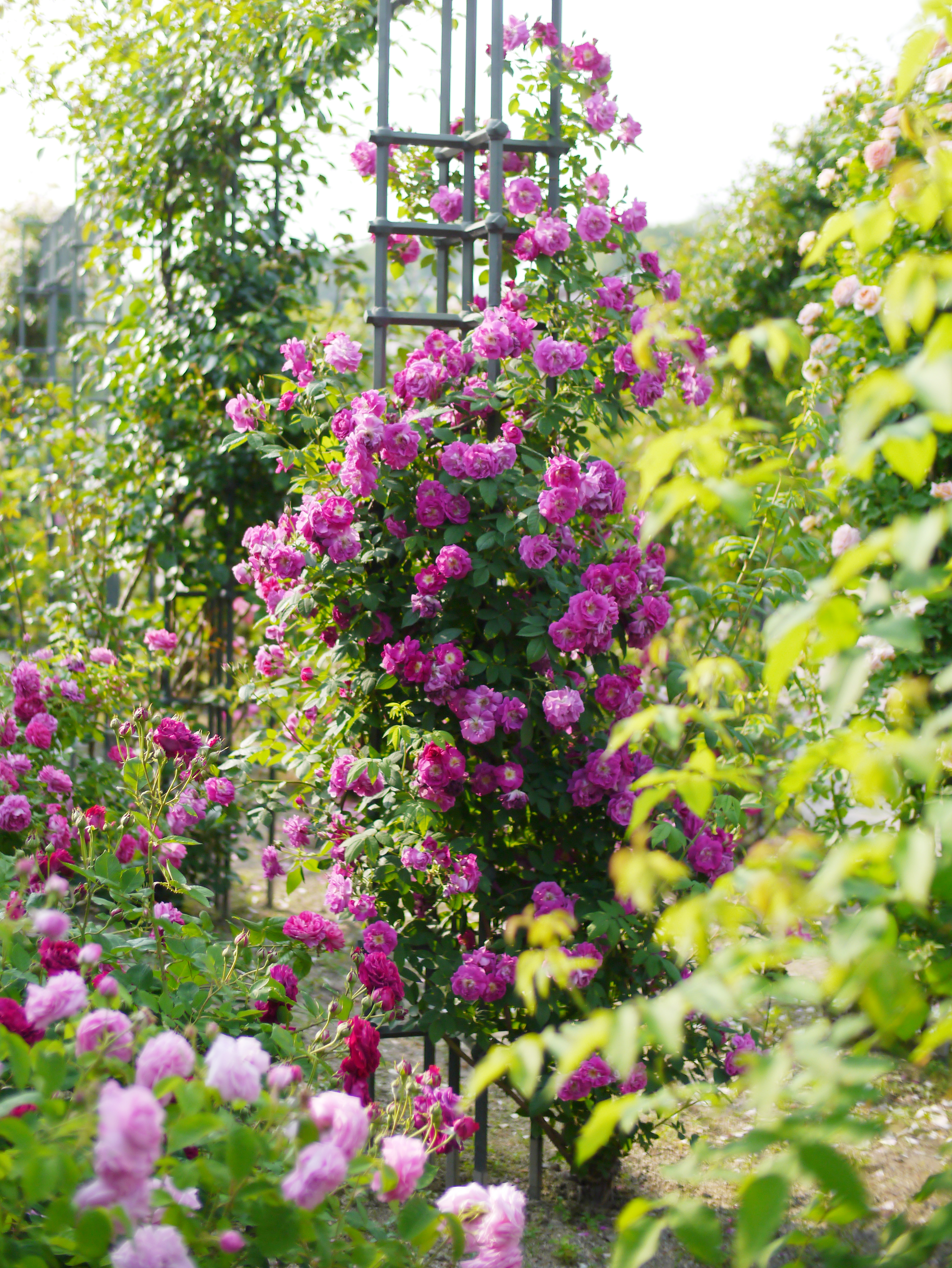
'Noëlla Nabonnand' au Japon.

Il s'agit d'un rosier grimpant pouvant atteindre 300 cm de hauteur. Ses jeunes branches sont rouges au début et s'élèvent en un buisson foisonnant au feuillage mat. Ses grosses fleurs semi-doubles ou doubles en forme de coupe exhibent un beau coloris pourpre aux nuances violettes, plus pâle au cœur avec de tout petits traits blancs. La floraison est précoce et remontante. Sa zone de rusticité est de 6b à 9b, si son pied est buté par grand froid. Il est rustique et fort vigoureux, ne nécessitant que peu d'entretien. Il peut agrémenter avec bonheur les piliers, les pergolas et les tonnelles. Ce rosier est très apprécié pour son parfum.
Il est issu de 'Reine Marie-Henriette' (Levet, 1878) × 'Bardou Job' (Nabonnand, 1882).
On peut l'admirer notamment au jardin botanique Hanbury en Italie et à la roseraie du Val-de-Marne à L'Haÿ-les-Roses, près de Paris.